# Egon Adler
Egon Adler (Großpösna, Saxònia, 18 de febrer de 1937 - Leipzig, Saxònia, 28 de gener de 2015) va ser un ciclista alemany que va córrer a cavall dels anys 50 i 60 del segle xx.
El 1960 va prendre part en els Jocs Olímpics de Roma, tot guanyant una medalla de plata en la contrarellotge per equips, junt a Gustav-Adolf Schur, Erich Hagen i Günter Lörke.

## Palmarès
- 1958
  - Campió de la RDA de persecució per equips
  - Vencedor d'una etapa de la Cursa de la Pau
- 1959
  - Campió de la RDA de persecució per equips
  - Vencedor de 2 etapes de la Cursa de la Pau
- 1960
  -  Medalla de plata als Jocs Olímpics de Roma en Contrarellotge per equips
  - Vencedor de 2 etapes de la Cursa de la Pau